# Hooksett (Nuevo Hampshire)
Hooksett es un pueblo ubicado en el condado de Merrimack en el estado estadounidense de Nuevo Hampshire. En el Censo de 2010 tenía una población de 13.451 habitantes y una densidad poblacional de 138,5 personas por km².

## Geografía
Hooksett se encuentra ubicado en las coordenadas 43°4′57″N 71°26′49″O / 43.08250, -71.44694. Según la Oficina del Censo de los Estados Unidos, Hooksett tiene una superficie total de 97.12 km², de la cual 94.44 km² corresponden a tierra firme y (2.76%) 2.68 km² es agua.

## Demografía
Según el censo de 2010, había 13.451 personas residiendo en Hooksett. La densidad de población era de 138,5 hab./km². De los 13.451 habitantes, Hooksett estaba compuesto por el 94.62% blancos, el 1.05% eran afroamericanos, el 0.17% eran amerindios, el 1.97% eran asiáticos, el 0.05% eran isleños del Pacífico, el 0.66% eran de otras razas y el 1.47% pertenecían a dos o más razas. Del total de la población el 2.07% eran hispanos o latinos de cualquier raza.